# شهرستان ماملیوت
شهرستان ماملیوت (به قزاقی: Мамлют ауданы، مامليۋت اۋدانى) یک شهرستان در قزاقستان است که در استان قزاقستان شمالی واقع شده‌است. شهرستان ماملیوت ۲۰٬۲۴۱ نفر جمعیت دارد.

## وجه تسمیه
نام این شهرستان، گرفته شده از نام روستای مرکزی این شهرستان، روستای ماملیوت می باشد.
این روستا در سال ۱۷۸۶ توسط شخصی از تاتارهای ولگا، اصالتا از خانات قازان، با نام «مولود» بنا شده است. نام مولود، در زبان تاتاری، با واکه‌های پیشین و به صورت «مَولوٚت» (Мәулүт / Məulüt) تلفظ می شده. این نام، به صورت «ماولیوت» (Мавлют / Mavlyut) وارد زبان روسی شده است. در نهایت، این نام وارد زبان قزاقی شده، و حروف صامت آن، به تبعیت از قوانین آوایی قزاقی متحول شده و به صورت «ماملیوت» (Мамлют / Mamlyut) در آمده است. پس در واقع نام این شهرستان، همان واژهٔ «مولود» پس از گذر از چندین زبان و تحولات آوایی روی آن می‌باشد.